# Finström
Finström är en kommun i landskapet Åland i Finland. Finström har cirka 2 600 invånare och har en yta på 172,2 km², varav 39,5 km² är vatten. 1 729 ha är odlad areal och 6 300 ha består av skogsmark. Kommunen är, precis som resten av Åland, svenskspråkig. Skattesatsen (skatteöre) är 19,5 % (2015).

## Etymologi
Ordet fin eller finn ingår i tusentals ortsnamn i Norden, allmänt är att prefixet syftar på folkgruppen finnar, jfr. Finnö, Finnby. Grannkommunen Jomala härleder sitt ursprung ur finskans Jumala. Orterna är dock sedan nedskriven historia svenskspråkiga.

## Geografi
Finström ligger i fasta Åland och gränsar i väster till Hammarlands kommun, i norr till Geta kommun, i öster till Saltviks och Sunds kommuner samt i söder till Jomala kommun.
Byar och hemman: Bamböle, Bartsgårda, Bastö, Bergö, Bjärström, Brantsböle (del av Pålsböle), Emkarby, Enbolstad, Gibböle (del av Ämnäs), Godby, Grelsby, Kulla, Mangelbo (del av Grelsby), Markusböle, Pettböle, Pålsböle, Rebböle (del av Bamböle), Rågetsböle, Strömsvik, Stålsby, Svartsmara, Tjudö, Torrbolstad, Tärnebolstad, Vandö, Västanträsk, Åttböle, Ämnäs och Östanåker (del av Emkarby).
Här finns också sjöarna Långsjön, Vandöfjärden, flera naturreservat, halvön Husö (med Husö biologiska station), fjärdarna Ivarskärsfjärden (mellan Finström och Hammarland), Markusbölefjärden samt vikarna Kasviken och Ödkarbyviken (gränsar till Saltvik).

## Sevärdheter
- S:t Mikaels kyrka från 1200-talet är den stora sevärdheten i Finström. Kyrkan är den bäst bevarade medeltida byggnaden i Finland.[4]
- Kungshögarna är ett av tio gravfält från yngre järnålder i Godby.[5]
- Bjärströms bro som postvägen mellan Sverige och Finland gick över.[6]
- Grelsby kungsgård i Grelsby.[7]
- Ålands fotografiska museum i Pålsböle
- Godby arboretum anlades på 1930-talet i Doktorsskogen i Godby. Det består av en 1,7 kilometer lång promenadstig bland utländska trädarter.[8]

## Näringsliv
Centralorten Godby med cirka 970 invånare är norra Ålands servicecenter med kommunens största företag Optinova. I centrala Godby finns även "Mattssons", en stor varuhandel med livsmedel, järn, byggmaterial och kläder. Den finska kedjan S-Market öppnade butik 2013 i Godby. Andra serviceföretag är Neste, Shell, Ålandsbanken med flera.
Kommunen består av skogs- och jordbruksmark samt en innerskärgård som är känd för sitt goda fiske. Jordbruket har bland annat äppel- och grönsaksodlingar, speciellt i norra Finström. Det finns även flera stugbyar inom turistnäringen och nya verksamheter såsom vingård och bryggeri. Kommunen har två gånger blivit vald till årets turistkommun.

## Demografi

### Befolkningsutveckling
| Befolkningsutvecklingen i Finströms kommun 1910–2020           | Befolkningsutvecklingen i Finströms kommun 1910–2020 | Befolkningsutvecklingen i Finströms kommun 1910–2020 | Befolkningsutvecklingen i Finströms kommun 1910–2020 | Befolkningsutvecklingen i Finströms kommun 1910–2020 |
| -------------------------------------------------------------- | ---------------------------------------------------- | ---------------------------------------------------- | ---------------------------------------------------- | ---------------------------------------------------- |
|                                                                |                                                      |                                                      |                                                      |                                                      |
| År                                                             |                                                      |                                                      | Folkmängd                                            |                                                      |
| 1910                                                           | 1910                                                 |                                                      | 2 105                                                |                                                      |
| 1920                                                           | 1920                                                 |                                                      | 1 958                                                |                                                      |
| 1930                                                           | 1930                                                 |                                                      | 2 014                                                |                                                      |
| 1940                                                           | 1940                                                 |                                                      | 2 014                                                |                                                      |
| 1950                                                           | 1950                                                 |                                                      | 2 089                                                |                                                      |
| 1960                                                           | 1960                                                 |                                                      | 1 801                                                |                                                      |
| 1970                                                           | 1970                                                 |                                                      | 1 678                                                |                                                      |
| 1980                                                           | 1980                                                 |                                                      | 2 052                                                |                                                      |
| 1990                                                           | 1990                                                 |                                                      | 2 206                                                |                                                      |
| 2000                                                           | 2000                                                 |                                                      | 2 299                                                |                                                      |
| 2010                                                           | 2010                                                 |                                                      | 2 502                                                |                                                      |
| 2020                                                           | 2020                                                 |                                                      | 2 603                                                |                                                      |
| Anm: Uppgifterna avser förhållandena den 31 december varje år. |                                                      |                                                      |                                                      |                                                      |

### Språk
Befolkningen efter språk (modersmål) den 31 december 2024.
| Språk    | Enligt 2023-12-31 | Enligt 2023-12-31 |
| Språk    | Antal             | Andel (%)         |
| -------- | ----------------- | ----------------- |
| Totalt   | 2 617             | 100,0             |
| Svenska  | 2 342             | 89,5              |
| Finska   | 70                | 2,7               |
| Lettiska | 61                | 2,3               |
| Rumänska | 39                | 1,5               |
| Estniska | 18                | 0,7               |
| Thai     | 17                | 0,6               |
| Engelska | 8                 | 0,3               |
| Ryska    | 5                 | 0,2               |
| Övrigt   | 57                | 2,2               |

|  | Svenska (89,5 %) |

|  | Finska (2,7 %) |

|  | Övrigt (7,8 %) |

|  | Svenska (89,5 %) |

|  | Finska (2,7 %) |

|  | Övrigt (7,8 %) |

## Personer från Finström
- Landsprosten och författaren Valdemar Nyman.
- Prosten Frans Petter von Knorring, det åländska bildningsväsendets fader.
- Fotbollsspelaren Daniel Sjölund.

## Sport
Sporten har alltid varit viktig inom kommunen och har utövats genom flera olika idrotter. Fotbollen har dock alltid varit störst och den största fotbollsföreningen i kommunen är IF Finströmskamraterna som under en period befunnit sig i Finlands näst högsta serie. Numera har de ett samarbete med Sunds idrottsförening (SIF) och går under namnet SIFFK och spelar i division 3.

## Bildgalleri

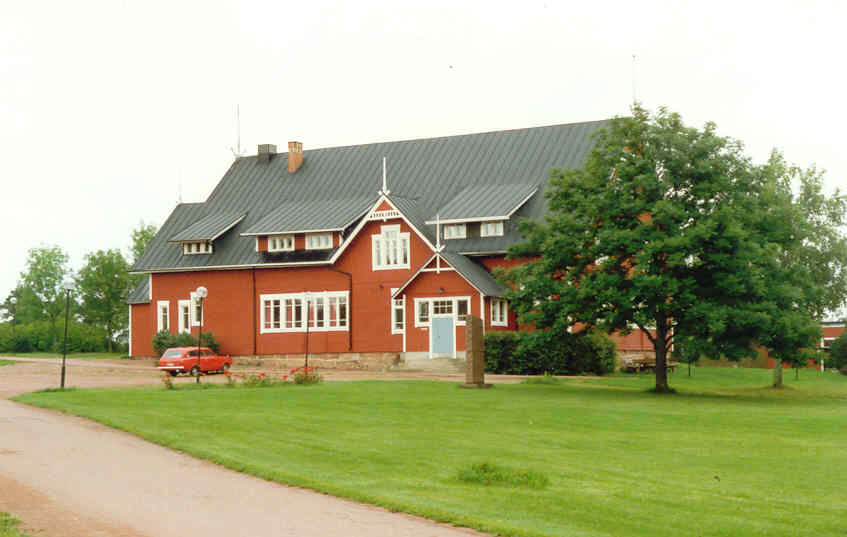
Ålands folkhögskola
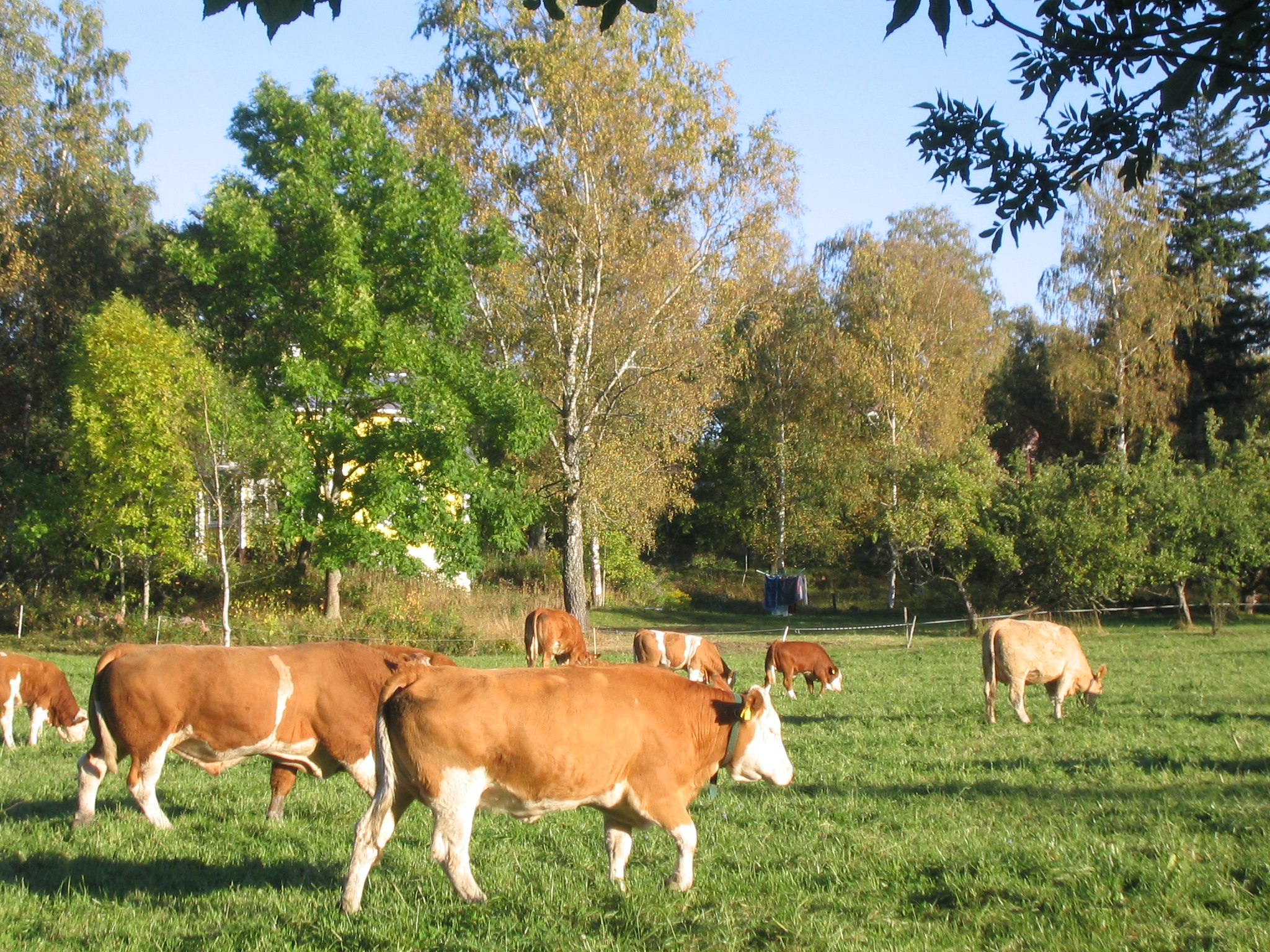
Simmentalkor på bete i Finström
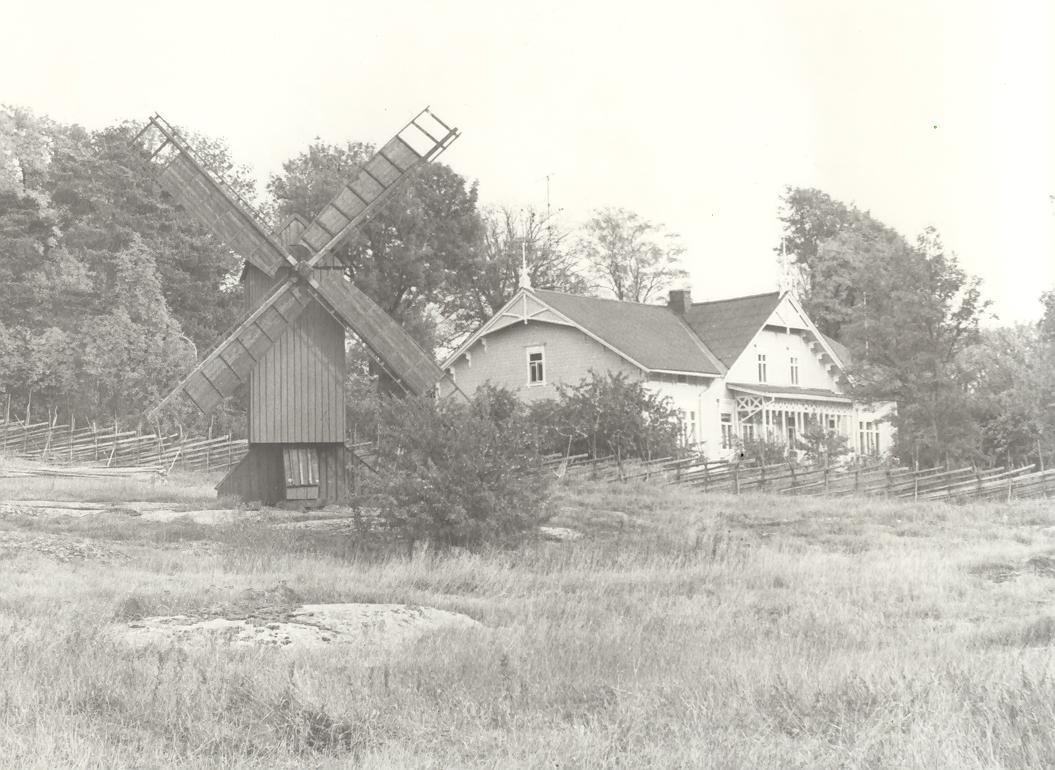
Finströms prästgård, byggd 1895, med en rikt dekorerad fasad i schweizerstil. Foto taget 1990.
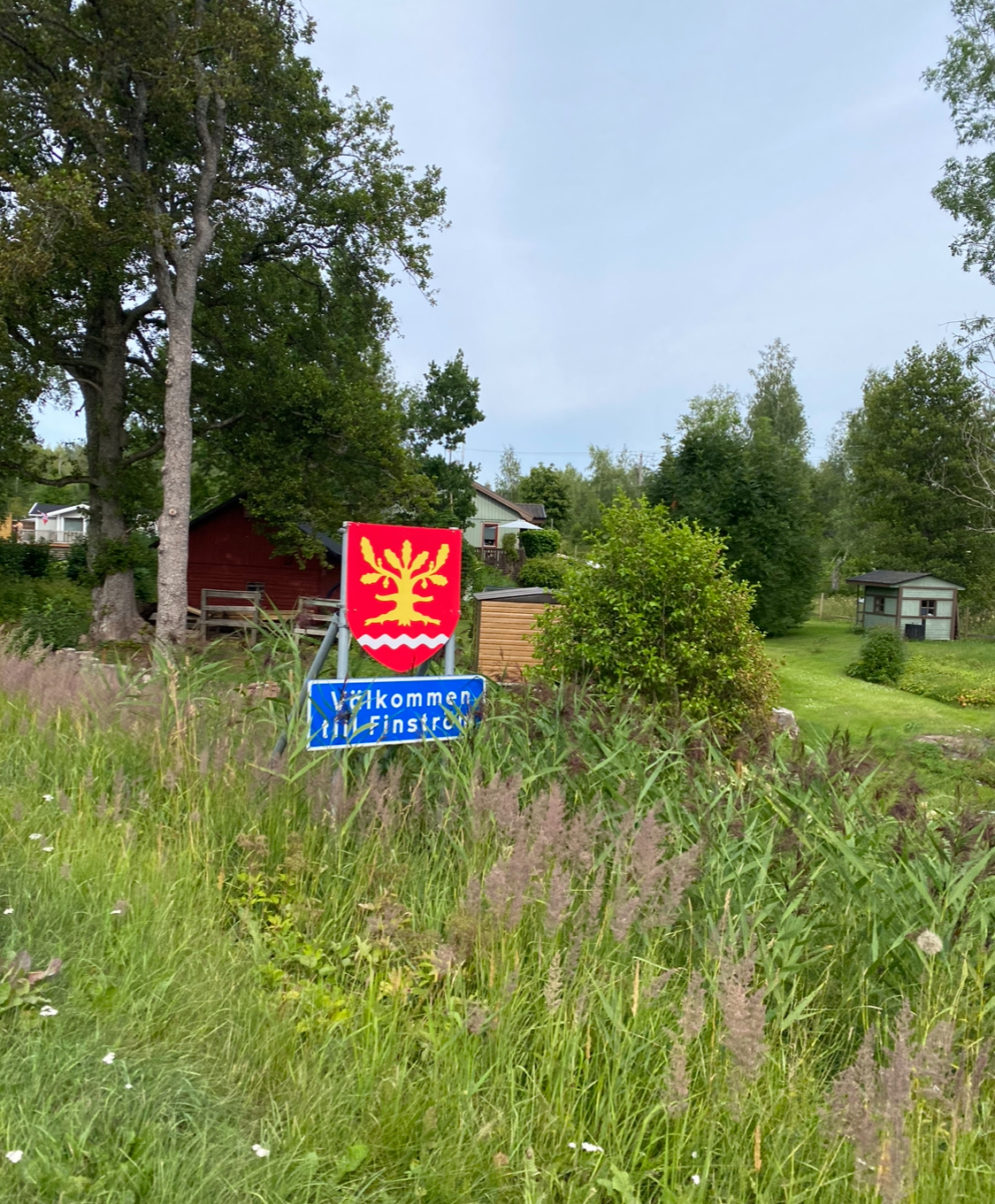
Finströms kommungräns 2024.
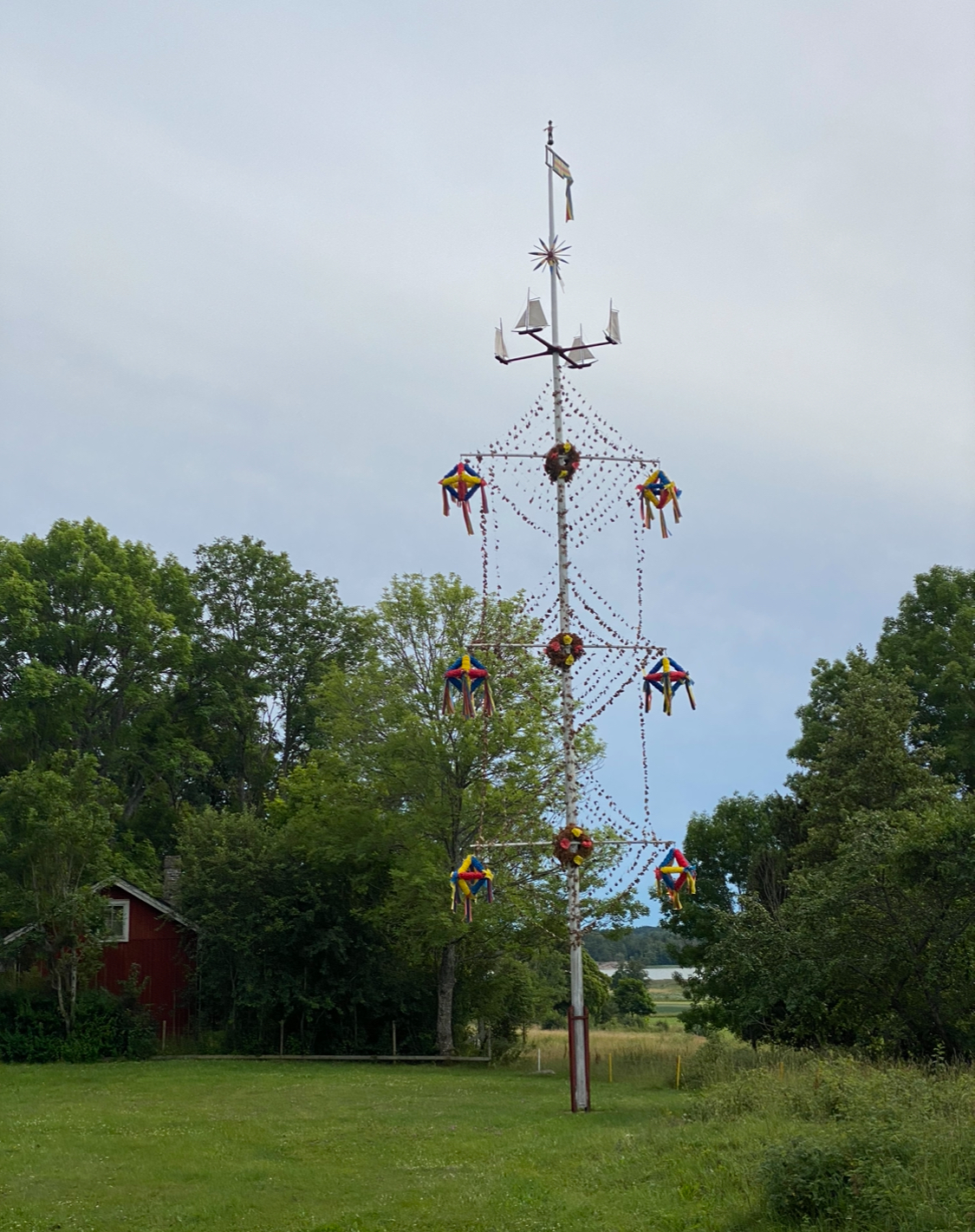
Midsommarstång i Finström.